# Skrting on the Surface
«Skrting on the Surface» — пісня англійського рок-гурту The Smile. Вона вийшла 17 березня 2022 року як третій сингл з дебютного альбому A Light for Attracting Attention. Вона містить гітарні арпеджіо в тактовому розмірі 11/8. Вокаліст Том Йорк і гітарист Джонні Ґрінвуд створили її на основі раніше невиданої пісні свого гурту Radiohead.

## Історія
Варіації на головну тему з'явилися на сайті Radiohead приблизно під час виходу альбому OK Computer (1997). Вокаліст Radiohead Том Йорк вперше виконав «Skrting on the Surface» у 2009 році у сольному фортепіанному виконанні під час туру зі своїм гуртом Atoms for Peace. У 2012 році Radiohead виконали інше аранжування, яке Pitchfork описав, як «похмурий повільний грувер».
У 2021 році Йорк і гітарист Radiohead Джонні Ґрінвуд оголосили про створення нового гурту The Smile з барабанщиком Томом Скіннером. Скіннер розповів, що «Skrting on the Surface» була однією з перших пісень, над якою вони працювали, і розвинулася з гітарного ладу Грінвуда 11/8; Йорк зрозумів, що попередня пісня «ідеально лягла зверху». Скіннер записав свої ударні за один дубль, створивши «атмосферу спонтанності». Пісня була записана продюсером Radiohead, Найджелом Ґодрічем, у його студії в Лондоні.
The Smile дебютували з піснею «Skrting on the Surface», яка тоді називалася «Skating on the Surface», на несподіваному виступі Live at Worthy Farm, відео з фестивалю Ґластонбері, яке транслювалося 22 травня 2021. Сингл вийшов 17 березня 2022.

## Музичне відео
Відео на «Skrting on the Surface» було знято режисером Марком Дженкіном, який також зняв відео на попередній сингл Smile «The Smoke». Відео було знято на 16-міліметрову кіноплівку в олов'яній шахті Розвейл в Корнуоллі, Англія. Для проявлення плівки вручну використовувалася вода з шахти. Відео було знято під час шторму Юніс і шторму Франклін; знімальна група не знала про шкоду, заподіяну штормом, поки працювала під землею.

## Відгуки
Журналіст видання The Fader Джордан Дарвілл назвав пісню «безсоромним втіленням того, що зробило творче партнерство Ґрінвуда і Йорка таким успішним протягом багатьох десятиліть». Журналіст Rolling Stone Деніел Крепс сказав, що барабанні партії Скіннера і арпеджіо Ґрінвуда надали пісні «технічного забарвлення» у порівнянні з попередніми її версіями.

## Трек-лист
| #  | Назва                                     | Тривалість |
| -- | ----------------------------------------- | ---------- |
| 1. | «Skrting on the Surface»                  | 5:31       |
| 2. | «The Smoke»                               | 3:39       |
| 3. | «You Will Never Work in Television Again» | 2:48       |

## Персоналії
The Smile
- Том Йорк — вокал, бас
- Джонні Ґрінвуд — гітара, бас
- Том Скіннер — барабани

Продакшн
- Найджел Ґодріч

Додаткові музиканти
- Лондонський сучасний оркестр